# Alexander von Bethmann

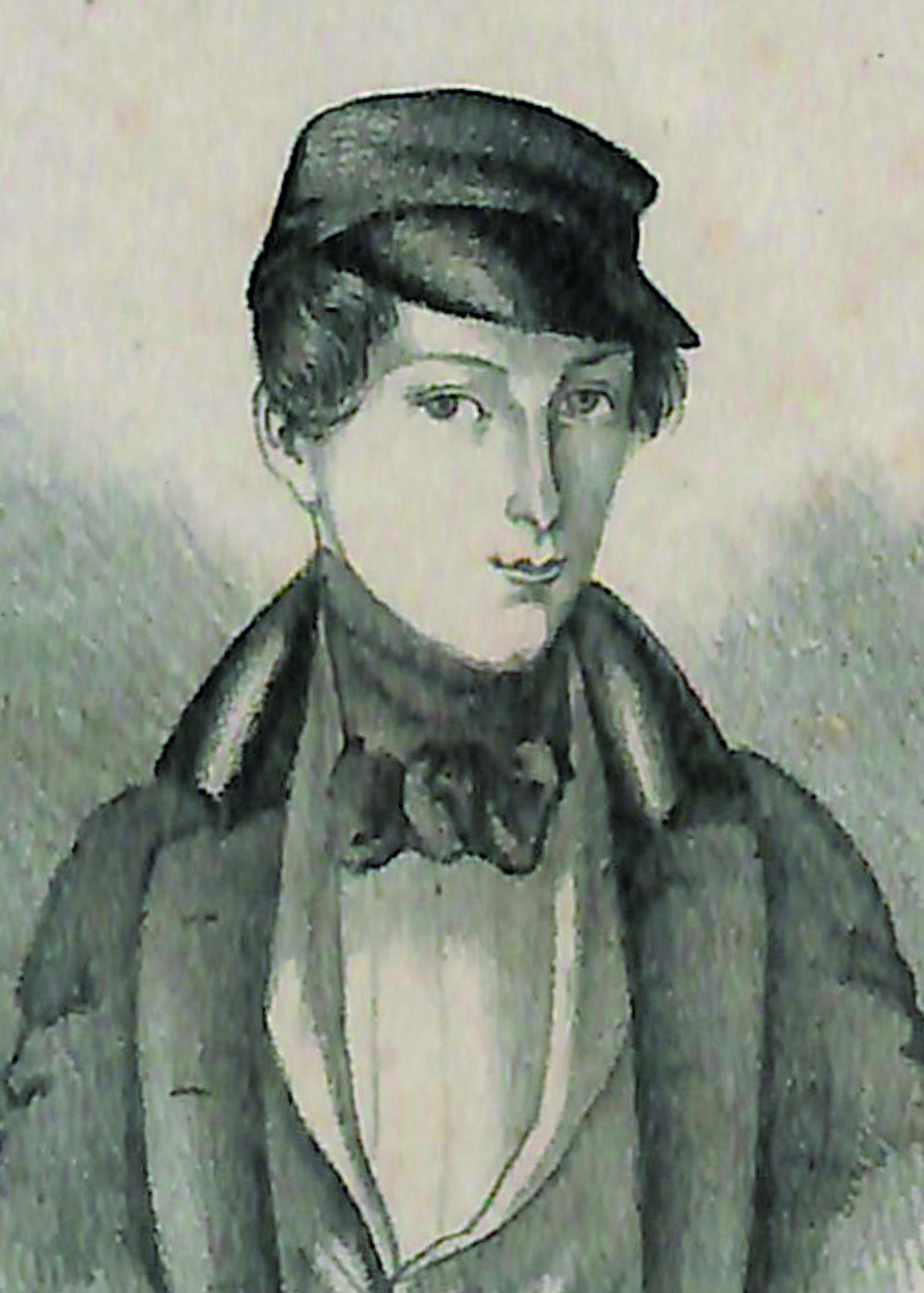
Alexander von Bethmann

Alexander Freiherr von Bethmann (* 25. August 1814 in Frankfurt am Main; † 20. August 1883 in Homburg vor der Höhe) war ein deutscher Großgrundbesitzer und Politiker in Böhmen.

## Leben
Alexander von Bethmann war das dritte Kind von Simon Moritz von Bethmann und dessen Ehefrau Louise Catharine geb. Boode. Er wurde in Soden am Taunus getauft. Taufpate war Zar Alexander I. von Russland, der eigentlich selbst hatte teilnehmen wollen, sich dann aber von seinem Kavallerie-General Ferdinand von Wintzingerode vertreten ließ. Seinen Vater verlor Alexander 12-jährig im Jahr 1826.
Bethmann besuchte die Hohe Landesschule und ein Gymnasium in Berlin, wo er bei Carl Ritter (1779–1859) untergebracht war. Er immatrikulierte sich am 18. Januar 1834 an der Rheinischen Friedrich-Wilhelms-Universität für Kameralwissenschaft  und renoncierte beim Corps Rhenania Bonn. Sein Vetter Moritz August von Bethmann-Hollweg war zu jener Zeit Rechtsprofessor, später auch Kurator der Bonner Universität. Im Sommersemester 1834 erscheint Alexander nicht mehr in der Universitätsmatrikel.

Schloss Krinetz

### Die Herrschaft Herrschaft Krinetz
Im Jahr 1809 hatte Moritz von Bethmann die böhmische Domäne Křinec mit Schloss und ausgedehnten Liegenschaften erworben. Dazu gehörten 18 Dörfer mit einer Gesamtfläche von 12.528 Joch (entspr. 72,66 km2).^
Von Moritz erbte Alexander von Bethmann den Besitz. Er baute das barocke Schloss im Lauf der Jahre um und gab ihm ein klassizistisches Aussehen. Es blieb bis 1945 im Besitz seiner Nachkommen, um dann – nach den Bestimmungen der Beneš-Dekrete – vom tschecho-slowakischen Staat enteignet zu werden.  In Křinic gründete Alexander 1841 ein Gestüt für englische Vollblüter, die in vielen Rennen Preise gewannen. Ein zweites Gestüt betrieb er seit 1858 in Hosztovitza. Seine Zeit verbrachte er teils in Křinec, teils in Frankfurt am Main.

### Politik
Als böhmischer Großgrundbesitzer wurde Alexander von Bethmann am 12. Oktober 1855 von Kaiser Franz Joseph I. in den österreichischen Freiherrnstand erhoben. 1861–1866 saß er im Böhmischen Landtag und 1864/65 (in der ersten Legislaturperiode) im Abgeordnetenhaus. Als Ehrenritter des Johanniterordens spendete er im Deutsch-Französischen Krieg wiederholt großzügig für die Kriegstätigkeit des Ordens.

### Familie
Alexander von Bethmann heiratete am 31. März 1840 Johanna Friedrike von Heyder (1816–1894), Tochter des nobilitierten Frankfurter Bankiers Georg Friedrich Peter Heyder (1788–1860) und seiner Ehefrau Catharina Auguste von Meyer (1811–1860). Mit ihr hatte er vier Kinder: Simon Moritz (1840–1914), Alexander Georg Mathias (1843–1866), Louise Friederike Henriette verh. Freifrau v. Maltzahn (1844–1870) und Olga Augusta Maria verh. v. Grunelius (1849–1925). Alexander Junior fiel 23-jährig in der Schlacht von Königgrätz. Auguste Bußmann, die Frau von Clemens Brentano, und Marie d’Agoult, die Lebensgefährtin von Franz Liszt, waren seine Cousinen, Cosima Wagner war seine Nichte.